# Ribeira do Gato
A Ribeira do Gato é um curso de água português, localizado na freguesia açoriana da Serreta, concelho de Angra do Heroísmo, ilha Terceira, arquipélago dos Açores.
Este curso de água encontra-se geograficamente localizado na parte Oeste da ilha Terceira, dentro das coordenadas de Latitude 38º 45’ Norte e de Longitude 27º 22’ Oeste.
Tem a sua origem a cerca de 600 metros de altitude, nos contrafortes do vulcão da Serra de Santa Bárbara, a maior formação geológica da ilha Terceira que se eleva a 1021 metros acima do nível do mar e faz parte de bacia hidrográfica gerada pela própria montanha.